# Monte dell'Ara-Valle Santa
Monte dell'Ara-Valle Santa est une frazione située dans la zone « O » 67 de la ville de Rome, au Latium, en Italie.

## Géographie
La frazione est située dans la province de la province de Rome et la région du Latium, au centre du pays, à 17 km à l'ouest de la capitale, Rome. Valle Santa culmine à 93 mètres d'altitude et compte 1 763 habitants. Elle se situe également dans la zone « O » 67.
Le relief autour de Valle Santa est plat. Le point culminant de la région culmine à 331 mètres d'altitude, à 16 km au nord de Valle Santa. Avec une densité de population de 1 692 hab./km2, Valle Santa est très densément peuplée. La grande ville la plus proche est Rome, à 16,9 km à l'est de Valle Santa. La zone autour de Valle Santa est presque entièrement agricole. Les collines y sont assez fréquentes.
Le climat est méditerranéen. La température moyenne est de 16 °C. Le mois le plus chaud est juillet, avec 29 °C, et le plus froid, janvier, avec 6 °C. Les précipitations moyennes sont de 1 212 mm par an. Le mois le plus humide est novembre, avec 200 mm de pluie, et le plus sec, août, avec 31 mm